# Jan Novák (radiotelegrafista)
Jan Novák (22. června 1914 Nedašov – 2. října 2010 Peru) byl český palubní radiotelegrafista a střelec 311. československé bombardovací perutě.

## Život

### Před druhou světovou válkou
Jan Novák se narodil 22. června 1914 v Nedašově na Valašsku v rodině domkáře. Po ukončení základního vzdělání začal pracovat ve firmě Baťa ve Zlíně, kde získal kvalifikaci gumaře specialisty. V roce 1936 nastoupil prezenční vojenskou službu u technické roty 28. pluku ve Vršovicích. V Kutné Hoře absolvoval telegrafický kurz, zúčastnil se mobilizace v září 1938. Dosáhl hodnosti četaře. Po návratu do civilu začal opět pracovat u Bati a stal se členem skupiny, která měla v Peru zřídit nový výrobní podnik. Protektorát Čechy a Morava opustila skupina 3. září 1939 a přes Jugoslávii a Itálii odcestovala do peruánského Callao.

### Druhá světová válka
Poté, co nacisté vypálili Lidice a Japonské císařství napadlo Pearl Harbor, se Jan Novák rozhodl vstoupit do československého zahraničního odboje. Přes La Paz a Buenos Aires odcestoval do Skotska, kde byl na měsíc zadržen, vyšetřován a prověřován. Byl zařazen k pěchotě, následně se přihlásil k Royal Air Force, kam byl přijat, a po výcviku na palubního střelce a radiotelegrafistu byl zařazen k 311. československé bombardovací peruti, konkrétně do posádky ppor. Josefa Pavelky. Ještě během výcviku se 24. dubna 1944 zúčastnil v prostoru Baham hledání posádky do moře zříceného britského stroje. Člun s přeživšími byl nalezen a Novákův letoun nad ním kroužil dokud se nebyl nucen z důvodu nedostatku paliva vrátit do Nassau. Pobřežní stráž poté nelezla již jen prázdný člun. Po návratu do Spojeného království se Jan Novák účastnil protiponorkových a protilodních hlídkových letů nad oceánem, první operační let absolvoval 15. srpna 1944. Dne 29. října 1944 se zúčastnil potopení německé ponorky U 1060 uvízlé u pobřeží Norska, v noci z 23. na 24. března pak další v Baltském moři. Absolvoval více než třicet operačních letů.

### Po druhé světové válce
Po návratu do Československa odmítl Jan Novák nabídku na pokračování v armádní službě. Po demobilizaci 30. června 1946 se přes Anglii a Panamu vrátil do Limy. Začal opět pracovat pro firmu Baťa, oženil se a přijal jméno Juan Holba-Novak. I příjmení Holba je české, dle místních zákonů bylo třeba použít jméno matky za svobodna. Československo navštívil v letech 1968 a po roce 1989. V roce 1991 byl povýšen do hodnosti podplukovníka ve výslužbě. Zemřel v Peru 2. října 2010.

## Ocenění
- 2x Československý válečný kříž 1939
- Československá medaile Za chrabrost před nepřítelem
- Kříž obrany státu
- V roce 2008 byl Janu Novákovi udělen titul čestného občana obce Nedašov